# Парафінисті нафти
Нафти парафінисті (рос. нефти парафинистые, англ. paraffin oils; нім. Paraffinöle n pl) – нафти, що містять значну кількість розчинених парафінів. Всі нафти містять у своєму складі певну кількість парафінів, вміст їх коливається від 0,2 до 30 мас. % і більше. Як правило, нафта як сировина для отримання палива і масел за вмістом парафінів поділяється на 3 види: малопарафіниста (до 1,5% парафінів), парафіниста (від 1,5 до 6,0%) і високопарафіниста (понад 6,0%). Парафіни обмежено розчинні в нафтах. Випадання парафінів із розчину негативно позначається на розробці нафтових родовищ, експлуатації свердловин та транспортуванні видобувної нафти.